# Smörkärna

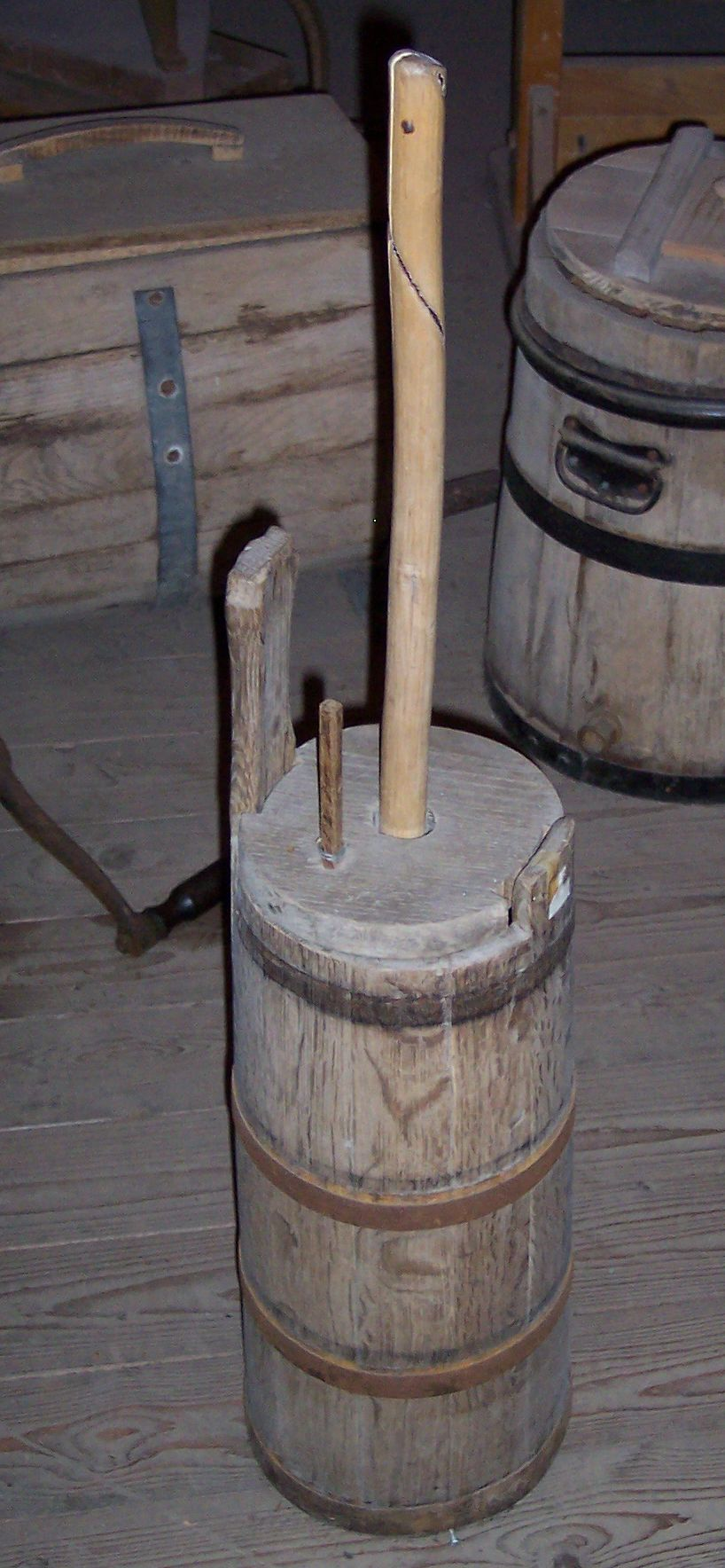
Smörkärna

Smörkärna, eller kärna, är ett redskap för framställning av smör ur grädde och finns i varierande typer.
Så länge smörberedning utfördes i det enskilda hushållet användes vanligtvis så kallade stötkärnor. En sådan består vanligen av ett upprättstående öppet cylindriskt laggkärl i trä. En lagg är ofta förlängd och utformad som lyft/bärhandtag. Till kärnan hör ett lock med hål för en stötare bestående av en rundstav som i nederändan har ett enkelt kors eller dylikt, ibland omslutet av en flätad krans av vide eller rotvirke. Kärnan fylls till högst en tredjedel med tjock grädde som genom stötarens upp- och nerrörelser övergår till smör respektive kärnmjölk.

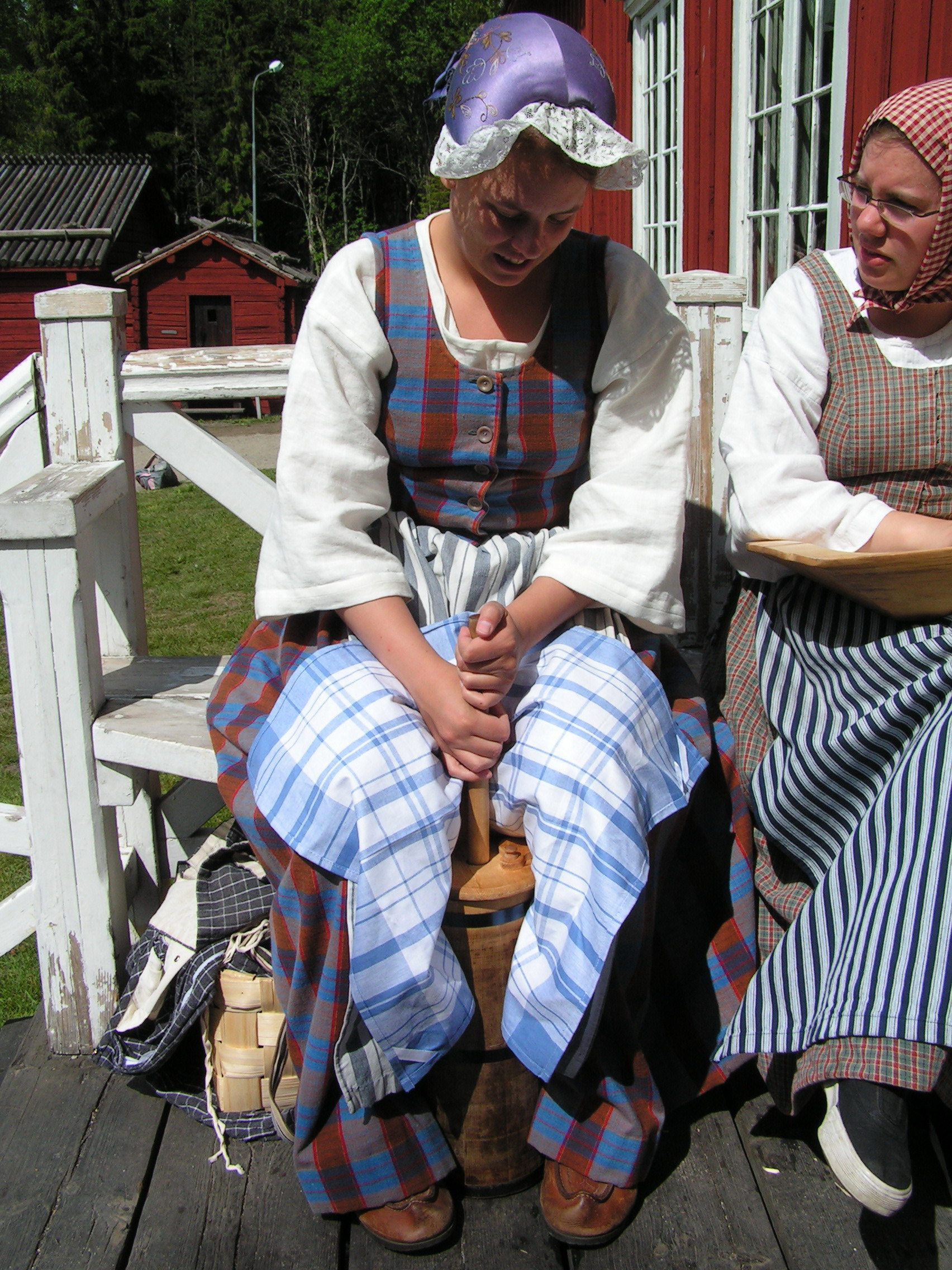
Traditionell smörkärning vid Gammlia friluftsmuseum i Umeå
Smörkärna med kuggväxel - Hallwylska museet